# Панасюк, Владимир Васильевич
Владимир Васильевич Панасюк (27 февраля 1926, Красное — 17 июля 2023) — советский и украинский учёный в области механики и физики прочности материалов и конструкций. Академик Национальной академии наук Украины (с 1978 года). Заслуженный деятель науки и техники Украины (1994).

## Биография
Владимир Васильевич Панасюк родился 27 февраля 1926 года в селе Красном на Холмщине. В 1951 году окончил Львовский университет по специальности «механика».
Работал в Физико-механическом институте с его основания (1951), с 1971 года — директор института.
Владимир Панасюк сыграл значительную в возобновлении деятельности Научного общества имени Тараса Шевченко во Львове.

## Научная деятельность
Панасюк является автором более 600 научных публикаций, в том числе 15 монографий. Среди них — первая в Восточной Европе монография «Предельное равновесие хрупких тел с трещинами» (1968), которая сыграла особенно важную роль в формировании нового научного направления в науке о прочности материалов и конструкций — физико-химической механики разрушения материалов и целостности конструкций. Она переведена в США на английский язык (1971).
После этого Владимир Панасюк написал цикл работ по исследованию предельного состояния деформированных твердых тел, ослабленных дефектами типа трещин.
Важной вехой в развитии теории проблем механики разрушения материалов и их прочности стала монография Владимира Васильевича «Механика квазихрупкого разрушения материалов» (1991), за которую ученый отмечен премией Евгения Патона НАН Украины (1994). В ней в частности изложена физико-химическая механика материалов в условиях действия водорода и коррозионной среды.
Также важным источником в материаловедении стал подготовленный под руководством Панасюка семитомный справочник по механике разрушения и прочности материалов, который издавался на Украине с 1988 — по 2005 год.
Весомым вкладом в наследие мирового научного сообщества по проблемам механики разрушения и прочности материалов является его монография, синтезирующая предыдущие исследования и опубликованная в 2002 году на английском языке под названием «Strength and Fracture of Solids with Cracks».